# دنیله اورساتو
دنیله اورساتو (انگلیسی: Daniele Orsato؛ زادهٔ ۲۳ نوامبر ۱۹۷۵) داور فوتبال اهل ایتالیا است.

## حرفه
اورساتو از سال ۲۰۱۰ در فهرست داوران بین‌المللی فیفا حضور دارد. وی در مرحله مقدماتی جام جهانی فوتبال ۲۰۱۴ (اروپا) و مرحله مقدماتی جام ملت‌های اروپا ۲۰۱۲ قضاوت کرده‌است.
در ۱ ژوئیه ۲۰۱۸، وی به عنوان کمک داور ویدئویی در جام جهانی فوتبال ۲۰۱۸، در بازی کرواسی و دانمارک حضور داشت .
وی همچنین داور فینال لیگ قهرمانان اروپا ۲۰۲۰ بین تیم‌های بایرن مونیخ و پاری سن ژرمن بود.